# عبد العزيز الدباغ
عبد العزيز بن مسعود الدباغ (1095 - 1131 هـ) شيخ وعلم من أعلام التصوف بالمغرب والعالم الإسلامي.
كان أميًّا، لا يقرأ ولا يكتب، ولكن كان يخوض في العلوم التي تعجز عنها العقول، وذكرت له كرامات ومكاشفات كثيرة. وضريحه بحضرة فاس بنيت عليه قبة بمقبرة القباب خارج باب الفتوح.
وقد جمع تلميذه أحمد بن المبارك مناقبه وفضائله وما دار بينهما من محاورات في كتابه «الإبريز من كلام سيدي عبد العزيز». وصنف أيضا تلميذه محمد المرابطي ما تيسر له من شمائله في كتابه «تيسير المواهب في ذكر بعض ما للشيخ أبي فارس من المناقب».